# Mafia (ostrov)
Mafia je korálový ostrov v Indickém oceánu. Je součástí Tanzanie a leží blízko jejího pobřeží, asi 150 km. jižně od ostrova Zanzibar. Ostrov Mafia má rozlohu 394 km² a kolem něj jsou četné malé ostrůvky, z nichž některé jsou obydleny. Počet obyvatel je přibližně 40 000 (2003). Rostou zde převážně kokosové palmy a ledvinovníky (oříšky kešu). Ostrov má pravidelné lodní spojení s městem Dar es Salaam a je na něm malé letiště.

## Administrativa
Administrativním střediskem je Kilindoni. Avšak na rozdíl od Zanzibaru, který je autonomní částí Tanzanie, je ostrov Mafia spravován z tanzanské pevniny. Administrativně je rozdělen na 7 částí:
- Baleni
- Jibondo
- Kanga
- Kilindoni
- Kirongwe
- Kiegeani
- Mibulani

## Ekonomika
Donedávna se obyvatelé živili převážně rybolovem a tropickým zemědělstvím. Přírodní podmínky, klima a skvělé korálové útesy však umožňují rychlý nárůst turistického průmyslu. Ten je zaměřen na sportovní rybolov, ale hlavně na potápění v doposud málo dotčené přírodě. Je jedním z celosvětových center sportovních potápěčů.